# Мештли
Мештли (исп. Mextli, Mexitl) — ацтекский бог войны и штормов, часто ассоциируемый с Уицилопочтли, либо с богами Мецтли-Тексистекатлем и Мишкоатлем. Подобно Уицилопочтли, он родился в воинском облачении. Ежегодно Мештли приносили в жертву сотни людей. По одной из версий, название города Мехико происходит от его имени.

## Первоисточники
- Пресвитер Хуан; Антонио Перес; фрай Педро де лос Риос (глоссы). Мексиканская рукопись 385 «Кодекс Теллериано-Ременсис» (с дополнениями из Кодекса Риос) / Ред. и пер. С. А. Куприенко, В. Н. Талах. — Киев: Видавець Купрієнко С.А., 2013. — 317 с. — ISBN 978-617-7085-06-4.